# 薩姆特縣 (喬治亞州)
薩姆特县（英語：Sumter County）是美國喬治亞州西南部的一個縣。面積1,276平方公里。根據美國2000年人口普查，共有人口33,200人。縣治阿梅里克斯（Americus）。
桑特郡成立於1831年12月26日，縣名紀念美國獨立戰爭將領、參議員湯瑪斯·薩姆特（Thomas Sumter）。